# ADN (etichetta discografica)
La ADN è stata una casa discografica attiva negli anni ottanta in Italia, fondata da Piero Bielli, Alberto Crosta, Rudi Pavesi e Marco Veronesi.

## Storia

### Contesto ed origini
Sul finire degli anni '70 il fiorire di fanzine e produzioni su cassetta andarono a costituire un network internazionale spesso presente solo su distribuzione postale. Alcuni eventi e realtà milanesi furono poi il coagulo locale di ascoltatori di musiche di ricerca che oggi chiameremmo alternative. Se la Fiera di Sinigallia, accompagnata da una manciata di negozi specializzati come il Buscemi, Mariposa o Supporti fonografici erano i luoghi d'incontro di chi cercava rarità e nuove produzioni, la casa discografica L'Orchestra degli Stormy Six ed i concerti del festival Rock In Opposition tenutosi al Teatro dell'Elfo di Milano indicarono nuove strade e possibilità a chi volesse cimentarsi in nuovi territori musicali. È in questo contesto che Piero Bielli, Alberto Crosta, Rudi Pavesi si incontrano ed iniziano a collaborare assieme. Tra le prime collaborazioni è da ricordare l'intervista mai pubblicata a Klaus Basquiz dei Magma. Importanti furono poi gli incontri con artisti e musicisti come Pascal Comelade, Chris Cutler, Michael Nyman, Der Plan, Die Form, De Fabriek ed altri.
I tre maturano così l'idea di fondare una fanzine che fosse in grado di dare voce alle musiche altre, entrando così a far parte di un network più ampio.

### 1982-1986: La nascita della ADN - Amore Del Nipote
Il primo numero della fanzine "L'Amore del Nipote" esce il 27 marzo 1982 in occasione del concerto dei Tuxedomoon tenutosi al Teatro Cristallo di Milano. È però con il viaggio in Giappone di Bielli e Crosta, che i due allacciarono contatti con l'allora nascente scena del Japanoise, frequentando Kennichi Takeda, Null e Masami Akita, maturando così la necessità di trasformare la fanzine in una vera e propria casa discografica, ed occupandosi poi anche dell'organizzazione di concerti. Fu quindi Kibbutz di Masami Akita aka Merzbow la prima pubblicazione dell'etichetta. Nei mesi successivi Rudi Pavesi abbandona la casa discografica, nella quale subentra Marco Veronesi.
Nel 1983, durante un loro concerto al Viridis di San Giuliano Milanese, nasce il sodalizio con i Die Form & Nulla Iperreale, di cui la casa discografica pubblicherà i lavori fino alla loro trasformazione in Tasaday ed oltre. Vengono poi prodotti lavori di artisti conosciuti negli anni precedenti come Pascal Comelade, DDAA, Cinéma Vérité ed altri, chiudendo il 1984 con più di 35 pubblicazioni ed un catalogo diviso in due sezioni: A Dull Note che comprendeva gruppi più indirizzati sulla musica industriale, e Auf Dem Nil, che racchiudeva musica sperimentale elettronica, Rock In Opposition ed altro.

### 1986-1992: ADN incontra Recommended Records
Nel 1986, quando L'Orchestra aveva ormai concluso il suo corso ed interrotto le produzioni, la ADN prende in carico la distribuzione di molti degli artisti e delle case discografiche precedentemente legate alla casa discografica degli Stormy Six, stipulando anche un sodalizio di produzione con la Recommended Records di Chris Cutler, che concesse loro di divenirne la filiale italiana con il nome Recommended Records Italia. Alcune delle produzioni future uscirono quindi con il doppio marchio.
In questi anni il network di artisti si amplia con nomi quali Glen Sweeney della Third Ear Band, Conrad Schnitzler, Christina Kubisch, Etat Donnés e molti altri.

### 1992-oggi: Dalla nuovA DieNne alla Artisti del Novecento
Nel 1992 Piero ed Alberto lasciano il lavoro alla ADN, che verrà portato avanti da Marco Veronesi con il nome di nuovA DieNne. Nonostante una malattia degenerativa, Veronesi porta avanti il lavoro della casa discografica e della distribuzione di materiale prodotto da altre etichette dello stesso genere fino alla sua morte avvenuta nel 2013. La morte dell'amico spinge poi Alberto e Piero, assieme a Danilo Sala, a riprendere il percorso precedentemente lasciato in sospeso con tre nuovi nomi: Artisti del Novecento con cui vengono pubblicati artisti di musica elettronica e di ispirazione R.I.O., Apparémment des Notes, con cui vengono prodotte ristampe ed artisti dalle tonalità oscureggianti, e Agnostic Dumplings Nursery, con cui vengono prodotte compilation dedicate all'amico Veronesi

## Artisti
- Amok
- Andreolina
- Architects Office
- Pierre Bastien
- Bourbonese Qualk
- Chazev
- Cinéma Vérité
- Club Of Rome
- Cranioclast
- DDAA
- The Doubling Riders
- Doxa Sinistra
- Elektrozange
- La 1919
- F.A.R.
- Die Fabriek
- Alberto Fiori Carones
- Die Form
- Hartmann
- Kino Glaz
- Boris Kovač
- Christina Kubisch
- Liberticide
- Roberto Mazza
- Merzbow
- The Motor Totemist Guild
- New 7th Music
- Nu Creative Methods
- Nulla Iperreale
- Pascal Comelade & Bel Canto Orchestra
- Ricky Schouten
- Reportaż
- Conrad Schnitzler & Michael Otto
- Sigillum S
- Riccardo Sinigaglia
- Ruggero Tajè
- Tam Quam Tabula Rasa
- Tasaday
- Third Ear Band
- Verdenskang
- Vidéo-Aventures
- Zona Industriale
- Francesco Ziello